# Saint-Diéry
Saint-Diéry község Franciaország Auvergne-Rhône-Alpes régiójában, Puy-de-Dôme megyében. 2019. január 1-jén egyesült Creste községgel, és a így létrejött új község megtartotta a korábbi nevet Saint-Diéry nevet.
Lakosainak száma 541 fő (2022. január 1.). Saint-Diéry Besse-et-Saint-Anastaise, Courgoul, Saint-Nectaire, Saint-Pierre-Colamine, Saint-Victor-la-Rivière, Saurier, Valbeleix, Verrières, Grandeyrolles, Montaigut-le-Blanc és Saint-Floret községekkel határos.

## Népesség
A település népessége az elmúlt években az alábbi módon változott:
| Lakosok száma | 498  | 519  | 525  | 530  | 536  | 541  |
|               | 2017 | 2018 | 2019 | 2020 | 2021 | 2022 |